# Liocrops
Liocrops is een geslacht van vlinders van de familie eenstaartjes (Drepanidae), uit de onderfamilie Drepaninae.

## Soorten
- L. carnosa (Swinhoe, 1895)
- L. edentata (Hampson, 1896)
- L. kerara (Swinhoe, 1902)
- L. pseudoluteata (Van Eecke, 1929)
- L. semiprotrusa (Warren, 1899)
- L. tenera (Swinhoe, 1902)